# Kalanchoe ceratophylla
Kalanchoe ceratophylla är en fetbladsväxtart som beskrevs av Adrian Hardy Haworth. Kalanchoe ceratophylla ingår i släktet Kalanchoe och familjen fetbladsväxter. Utöver nominatformen finns också underarten K. c. indochinensis.